# People Like Us (The Mamas & the Papas)
| Recensione              | Giudizio   |
| ----------------------- | ---------- |
| AllMusic                | [ 2 ]      |
| Robert Christgau        | C-         |
| Sputnikmusic            | 2.8 (Good) |
| Dizionario del Pop-Rock | [ 5 ]      |
| 24.000 dischi           | [ 6 ]      |

People Like Us è il quinto e ultimo album in studio del gruppo musicale statunitense dei The Mamas & the Papas, pubblicato nell'ottobre del 1971.

## Tracce

### LP
Lato A (DSX 50106-A)
Testi e musiche di John Phillips, eccetto dove indicato.
1. People Like Us – 3:23
2. Pacific Coast Highway – 3:03
3. Snowqueen of Texas – 2:36 (John Phillips, G. W. (Genevieve Waite))
4. Shooting Star – 2:52
5. Step Out – 2:42
6. Lady Genevieve – 3:52

Lato B (DSX 50106-B)
Testi e musiche di John Phillips, eccetto dove indicato.
1. No Dough – 3:13
2. European Blueboy – 3:41 (John Phillips, G. W.)
3. Pearl – 2:28
4. I Wanna Be a Star – 2:27 (Michelle Phillips)
5. Grasshopper – 2:56
6. Blueberries for Breakfast – 3:10

### CD
Edizione CD del 2012, pubblicato dalla Now Sounds Records (CRNOW37)
1. People Like Us (John Phillips)
2. Pacific Coast Highway (John Phillips)
3. Snowqueen of Texas (John Phillips, G. W.)
4. Shooting Star (John Phillips)
5. Step Out (John Phillips)
6. Lady Genevieve (John Phillips)
7. No Dough (John Phillips)
8. European Blueboy (John Phillips, G. W.)
9. Pearl (John Phillips)
10. I Wanna Be a Star (Michelle Phillips)
11. Grasshopper (John Phillips)
12. Blueberries for Breakfast (John Phillips)
13. Fantastic Four (John Phillips) – Traccia bonus - Outtake
14. Lady Genevieve (John Phillips) – Traccia bonus - Outtake
15. No Dough (Honeymoon) (John Phillips) – Traccia bonus - Alt. Mix
16. Mississippi (John Phillips) – Traccia bonus - Album Version
17. April Anne (John Phillips) – Traccia bonus
18. Revolution on Vacation (John Phillips) – Traccia bonus - Alt. Mix
19. Cup of Tea (Sky Jaked) (John Phillips) – Traccia bonus - Alt. Mix
20. Me and My Uncle (Jack of Diamond (John Phillips) – Traccia bonus
21. Andy's Talkin' Blues (John Phillips) – Traccia bonus - Demo

## Formazione
- John Phillips - voce, tastiere
- Denny Doherty - voce
- Cass Elliot - voce
- Michelle Phillips - voce

Altri musicisti
- David T. Walker - chitarra
- Louie Shelton - chitarra
- Don Peake - chitarra
- Joe Sample - tastiere
- Clarence McDonald - tastiere
- Jim Horn - flauto, sassofono
- Tony Newton - basso
- Ed Greene - batteria
- Earl Palmer - batteria
- Bobbye Hall - conga, tambourine, shakers, cabasa
- Gary Coleman - vibrafono, steel, batteria, campane, tambourine, shakers

Note aggiuntive
- John Phillips - produttore
- Gene Page - arrangiamenti orchestra
- Registrazioni effettuate al The Sound Factory
- Dave Hassenger - ingegnere delle registrazioni
- Val Garay e Rick Heenan - assistenti ingegnere delle registrazioni
- Henry Diltz - foto copertina frontale album originale
- Bob Jenkins - foto retrocopertina album originale
- Martin Donald - design copertina album originale
- Peter Whorf - art direction copertina album originale[7]

## Classifica
Album
| Anno | Classifica    | Posizione raggiunta |
| ---- | ------------- | ------------------- |
| 1971 | Billboard 200 | 84                  |

Singoli
| Anno | Titolo del brano | Classifica         | Posizione raggiunta |
| ---- | ---------------- | ------------------ | ------------------- |
| 1972 | Step Out         | Billboard Hot 100  | 81                  |
| 1972 | Step Out         | Adult Contemporary | 25                  |